# Partit d'Unitat Nacional Romanesa
Partit d'Unitat Nacional Romanesa (romanès Partidul Unităţii Naţionale Române, PUNR) fou un partit polític de Romania, actiu entre 1990 i 2006. Fou inscrit el 15 de març de 1990 com a Partidul de Uniune Naţională a Românilor din Transilvania (PUNTR); el seu primer cap fou el professor d'universitat Alexandru Cisa, però el 1992 fou substituït pel més popular Georghe Funar. Era un partit de tarannà nacionalista i antihongarès, i defensava l'ús dels símbols nacionals romanesos a les ciutats de Transsilvània.
A les eleccions legislatives romaneses de 1990 va obtenir 9 escons i 2 senadors en coalició amb el Partit Republicà, tots ells per la regió de Transsilvània. El cap del partit, Funar, fou escollit alcalde de Cluj-Napoca. A les eleccions legislatives romaneses de 1992 va augmentar a 30 escons i 7 senadors (el 7,7%), cosa que li va permetre formar part del govern de coalició amb els socialdemòcrates amb quatre ministres Valeriu Tabără (Ministre d'Agricultura), Gavril Iosif Chiuzbaian (Ministre de Justícia), Aurel Novac (Ministre de Transports) i Ioan Turicu (Ministre de Telecomunicacions). Funar també fou candidat del partit a les eleccions presidencials romaneses de 1992, en les que va obtenir el 10,88%.
A les eleccions legislatives romaneses de 1996 va baixar a 18 escons i 7 senadors (4,36% dels vots) i com a candidat presidencials, Funar només va obtenir el 3,22%. Poc després Funar abandonà el partit i marxà al Partit de la Gran Romania, que li va absorbir bona part de l'electorat. El nou cap Mircea Chelaru, no tenia el carisma del seu antecessor i va anar en declivi en perdre la representació parlamentària. El 12 de febrer de 2006 fou absorbit pel Partit Conservador.